# Daniel Febles
Daniel Ricardo Febles Argüelles (sinh ngày 8 tháng 2 năm 1991) là một cầu thủ bóng đá Venezuela thi đấu cho Seoul E-Land ở vị trí tiền đạo. Anh là con trai của cựu cầu thủ Venezuela Pedro Febles.